# Évangile des Hébreux
Le terme Évangile des Hébreux ou Évangile selon les Hébreux désigne, dans la littérature patristique, un ou plusieurs textes apocryphes en usage dans des communautés judéo-chrétiennes. Comme il n’en subsiste que de courtes citations faites par certains Pères de l'Église, leur nombre et leur nature sont difficiles à cerner et il existe différentes opinions à cet égard.
L’Évangile des Hébreux aurait été rédigé avant le milieu du IIe siècle en Égypte pour un public peut-être syrien, lisant l’araméen, le chaldéen ou l’hébreu ; les extraits restants n’offrent pas de ressemblance avec les évangiles canoniques, mais un passage se retrouve dans l’Évangile selon Thomas. Nicéphore lui attribue 2200 lignes.

## Intitulé
On ne connaît pas l'intitulé originel de cet évangile. Évangile des Hébreux est le nom que l'on trouve chez les Pères de l'Église, notamment chez Clément d'Alexandrie, Origène et Didyme d'Alexandrie. Simon Claude Mimouni note que cet intitulé rappelle celui de l'Épître aux Hébreux qui figure dans le canon du Nouveau Testament et que « par ailleurs, Eusèbe de Césarée désigne parfois par le terme « Hébreux » les chrétiens d'origine juive de son époque. » Le terme Hébreux désignant probablement les chrétiens d'origine juive recevant et utilisant ce texte, quelle que soit leur langue maternelle (hébraïsant ou grec).

## Les évangiles utilisés par les groupes «judéo-chrétiens»
Les Pères de l'Église parlent d'évangiles se présentant comme des biographies de Jésus, distincts de ceux que l'on trouve dans le Nouveau Testament et utilisés par ceux qu'ils appellent les Ébionites ou les Nazaréens. Tous ces évangiles ont aujourd'hui disparu et ne sont connus que par quelques citations qu'en font les écrivains chrétiens de l'Antiquité. Quatre appellations sont utilisées par ces auteurs : Évangile des Hébreux, Évangile des Nazaréens, Évangile des Ébionites et Évangile des apôtres (ou Évangile des douze apôtres). En raison du faible nombre de passages cités, les critiques divergent au sujet du nombre de ces textes. Certains estiment que ces appellations désignent deux textes différents, alors que d'autres pensent qu'il existe trois textes, ou un seul.
La question est encore compliquée par le fait que certains historiens estiment que les appellations « Ébionites » et « Nazôréens » désignent le même groupe, tout au moins jusqu'au IIIe siècle, alors que d'autres estiment qu'il s'agit de deux groupes différents.

## «Évangile des Hébreux» - «Évangile des Nazaréens» - «Évangile des Ébionites»
Formellement, il existe sept citations désignées par certains Pères de l'Église comme provenant de l'Évangile des Hébreux (voir (en) les citations sur wikisource). Sous l'appellation Évangile selon les Hébreux certains critiques s'en tiennent strictement à ces citations. D'autres, comme Simon Claude Mimouni, estiment qu'il « est difficile de distinguer entre un Évangile des Hébreux et un  Évangile des Nazaréens » et qu'il « paraît préférable de considérer que les mentions et fragments placés parfois sous l'un ou l'autre titre relèvent d'un seul et même texte. »
De plus Mimouni, qui estime que les Nazôréens et les Ébionites sont deux groupes différents dès la fin du Ier siècle, incite à la plus grande prudence « à l'égard de certaines des mentions relatives à l'Évangile des Hébreux que l'on trouve dans l'Histoire ecclésiastique d'Eusèbe de Césarée » qui pour lui concernent en réalité l'Évangile des Ébionites. Il en serait « de même pour certaines mentions que l'on rencontre dans le Panarion d'Épiphane de Salamine (Panarion 30 et 46). »

## Composition de cet évangile
Selon Simon Claude Mimouni, « l'Évangile selon les Hébreux a été composé en hébreu ou en araméen et a été très tôt traduit en grec (avant la fin du IIe siècle). » Pour étayer sa thèse, Mimouni remarque certaines particularités grammaticales de la langue hébraïque, comme notamment le genre féminin attribué à l'Esprit Saint.
Certains autres indices orientent vers une influence égyptienne (comme le concept de Jésus fils de l’Esprit saint, qu'on retrouve dans le Protévangile de Jacques).

## Mentions chez les auteurs anciens
Origène en fait mention trois fois. Cet Évangile est connu de Clément d'Alexandrie (IIe siècle) et apparemment de Jérôme de Stridon. Tout une partie de la critique moderne, dont Simon Claude Mimouni identifie cet évangile avec l'Évangile des Nazaréens. Jérôme affirme qu'il était lu habituellement par ceux qu'il appelle les « nazaréens » ou « nazoréens »,, écrit en langue hébraïque, et qu’il en aurait effectué la traduction en grec et en latin. Il en existait, selon lui, un exemplaire à la bibliothèque de Césarée,. Ignace d'Antioche l'aurait compulsé. Selon W.R. Schoemaker, Épiphane, Hégésippe, Clément, Origène et Eusèbe avaient connaissance d’un Évangile des Hébreux et les trois derniers en avaient une copie. Un tel évangile est cité aussi par Cyrille de Jerusalem.

## Régions de diffusion
Selon Épiphane de Salamine, mais aussi selon Jérôme de Stridon, l'Évangile des Hébreux a été en circulation chez les nazôréens vivant dans des régions de la province romaine de Syrie et de Palestine, notamment dans les communautés de Bérée, de Pella et de Kokhab. L'origine de certains citateurs (Clément d'Alexandrie, Origène, Didyme d'Alexandrie) laisse penser qu'il était aussi lu en Égypte et même qu'il a été traduit en grec à Alexandrie. Les mentions et fragments sont transmis quant à eux en grec, en latin et en syriaque (dialecte de l'araméen).

## Particularités théologiques
L’Esprit saint y est la mère de Jésus ; selon M. R. James, Throckmorton et Barnstone, le mot « esprit » rouah est féminin en hébreu, de même que shekinah qui désigne la nuée témoignant de la présence divine. Cela est considéré comme un argument solide pour déduire que sa composition initiale a été faite en langue hébraïque.
De façon assez compréhensible pour un texte judéo-chrétien, l'Église de Jérusalem et Jacques le Juste y occupent une place importante. Ce dernier aurait été témoin de la résurrection.

## Relations avec Matthieu
Un des points discutés est la relation entre les évangiles judéo-chrétiens et l’Évangile de Matthieu pour lequel l’existence de versions hébraïques en usage chez des judéo-chrétiens est attestée. Ainsi, Papias affirmait que Matthieu aurait écrit tout d’abord en hébreu et qu’un Évangile de Matthieu était en usage chez les Ébionites à la fin du IIe siècle. Épiphane affirme qu’ils possédaient, entre autres textes, cet évangile en hébreu, mais sous une forme altérée qu’ils appelaient Évangile des Hébreux. Jérôme rapporte également que les Nazarènes étaient réputés utiliser l’Évangile selon Matthieu. Il déclare avoir eu sous les yeux un tel Évangile en écriture hébraïque et l’avoir jugé assez similaire au texte grec. Néanmoins, les extraits restants de l’évangile des Hébreux ne présentent pas de ressemblance avec Matthieu.

## Apparition de Jésus à Jacques
Dans l'un des quatre extraits fournis par Jérôme de Stridon, Jésus apparaît à Jacques le Juste, tout de suite après sa résurrection. On le trouve dans De viris illustribus :

« Quand le Seigneur eut donné son suaire au serviteur du prêtre, il se rendit auprès de Jacques et lui apparut. Car Jacques avait juré de ne plus prendre de pain depuis cette heure où il avait bu à la coupe du Seigneur, jusqu'à ce qu'il l'eût vu relevé du sommeil des morts « Apportez, dit le Seigneur, la table et le pain. » Aussitôt il prit le pain, le bénit, le rompit, et en donna à Jacques le Juste, lui disant : « Mon frère, mange ton pain, puisque le Fils de l'Homme est ressuscité d'entre les dormants. » »

Ce passage qui mentionne l'apparition de Jésus à Jacques suggère aussi que Jacques avait été un des convives du dernier repas de Jésus avec les apôtres.